# Johannes Cornelis Brons
Johannes Cornelis Brons ('s-Gravenhage, 6 augustus 1884 – aldaar, 12 mei 1964) was een Nederlands jurist die carrière maakte in Suriname.
Brons volgde het gymnasium te 's-Gravenhage en studeerde in 1909 af in de rechten aan de Rijksuniversiteit Leiden. Daarna was hij advocaat te Rotterdam tot hij in 1926 werd benoemd tot lid van het Surinaamse Hof van Justitie. In 1929 werd hij tot president van dit hof benoemd. Van 1930 tot 1935 was hij tevens voorzitter van de Koloniale Staten en van 1935 tot 1944 ondervoorzitter van de bestuursraad van Suriname. In die functie trad hij ook tweemaal op als waarnemend gouverneur. In 1944 legde hij zijn functie bij het hof neer.
Van 1944 tot 1948 was hij gouverneur van Suriname. Tijdens zijn bewind probeerde hij algemeen kiesrecht in te voeren, omdat alleen rijke mannen mochten stemmen. Zijn eerste voorstel werd door de Staten van Suriname afgekeurd. De tweede poging om kiesrecht te geven aan degenen die de basisschool hadden afgemaakt, werd in september 1945 aangenomen. In juli 1948, na zijn bewind, werd algemeen kiesrecht ingevoerd. Tussen 1948 en 1949 werkte hij voor de Nederlandse ambassade in Cuba.
Brons was Ridder in de Orde van de Nederlandse Leeuw, Commandeur in de Orde van Oranje-Nassau en Commandeur in de Orde van het Legioen van Eer.
In Paramaribo is het Mr. Bronsplein naar hem vernoemd.

## Privé
In 1913 trouwde hij in Arnhem met Anna Margaretha Lijdia Driessen (1886-1915). In 1928 hertrouwde hij in Paramaribo met Jacoba Adriana Erichsen.
- Biografisch Portaal: 71230301
- International Standard Name Identifier: 0000 0003 9527 580X
- Nederlandse Thesaurus van Auteursnamen: 071911901
- Parlement.com: vgkffjs6mzdn
- Virtual International Authority File: 289928486
- WorldCat: E39PBJdrDXVQTy7gMPhPB9b68C